# Yukio Abe
 (mai 2013).
Si vous disposez d'ouvrages ou d'articles de référence ou si vous connaissez des sites web de qualité traitant du thème abordé ici, merci de compléter l'article en donnant les références utiles à sa vérifiabilité et en les liant à la section « Notes et références ».
Yukio Abe (阿部 行夫, Abe Yukio), est un auteur et illustrateur japonais d'albums jeunesse illustrés. Il est depuis 2009 édité en France par les éditions nobi nobi !.

## Biographie
Yukio Abe travaille dans l’animation où il participe à de nombreuses séries (Le tour du monde en 80 jours)  et collabore aux films de la maison Sanrio (Hello Kitty) à la fin des années 80.
Il est directeur artistique pour le film Léo, roi de la jungle (1997)  d’après Osamu Tezuka et La Vallée d’émeraude (Prix de l’académie japonaise du meilleur film d’animation) d’après un classique de la littérature jeunesse japonaise.
Yukio Abe a conçu Shiro et les flammes d’arc-en-ciel pendant plusieurs années.

## Prix reçus
- Prix du meilleur réalisateur au Festival international du film de Houston (en) en 1990[réf. nécessaire]

## Titres publiés en France
- Shiro et les flammes d'arc-en-ciel, nobi nobi !
- La maison-ballon de la famille Hippo, nobi nobi !

## Titres publiés au Japon
Il a fait l'animation (décor)de l'anime Super Mario Bros. : Peach-Hime Kyushutsu Dai Sakusen! en 1986.